# Красный Пахарь (Ветковский район)
Красный Пахарь (бел. Красны Пахар) — посёлок в Даниловичском сельсовете Ветковского района Гомельской области Беларуси.

## География

### Расположение
В 15 км на северо-запад от Ветки, 18 км от Гомеля, 11 км от железнодорожной станции Лазурная (на линии Жлобин — Гомель).

### Гидрография
На севере и западе мелиоративные каналы.

## Транспортная сеть
Рядом автодорога Даниловичи — Ветка. Планировка состоит из короткой улицы, ориентированной с юго-востока на северо-запад. Застройка деревянная усадебного типа.

## История
Основан в начале XX века переселенцами из соседних деревень. Наиболее активная застройка приходится на 1920-е годы. В 1926 году в Замостьевском сельсовете Гомельского района Гомельского округа. В 1931 году жители вступили в колхоз. 8 жителей погибли на фронтах Великой Отечественной войны. В 1959 году в составе колхоза имени И. С. Лебедева (центр — деревня Даниловичи).

## Население

### Численность
- 2004 год — 7 хозяйств, 12 жителей.

### Динамика
- 1926 год — 22 двора, 102 жителя.
- 1940 год — 30 дворов, 102 жителя.
- 1959 год — 118 жителей (согласно переписи).
- 2004 год — 7 хозяйств, 12 жителей.